# Jonty Harrison
Pour les articles homonymes, voir Harrison.
Jonty Harrison (27 avril 1952, Scunthorpe, Royaume-Uni) est un compositeur de musique électroacoustique résidant à Birmingham, Royaume-Uni.

## Biographie
Jonty Harrison a obtenu un Doctorat en composition de la University of York en 1980 où il a étudié avec Bernard Rands. Résidant à Londres entre 1976 et 1980, il travailla au National Theatre où il réalisa des bandes sonores pour plusieurs productions, dont Tamburlaine the Great, Julius Caesar, Brand et Amadeus. Durant cette même période, il travailla également à la City University. C'est en 1980 qu'il s'est joint au Département de musique de la University of Birmingham où il enseigne actuellement la composition et la musique électroacoustique en plus d'assumer la direction du BEAST (Birmingham ElectroAcoustic Sound Theatre) et des Studios de musique électroacoustique; pendant dix ans, on lui confia la direction artistique du Barber Festival of Contemporary Music. Il a pris une part active dans la vie musicale en étant fréquemment appelé à diriger divers ensembles comme le Groupe de musique contemporaine de Birmingham (en) (qu'il dirigea notamment à Birmingham, Huddersfield et Londres dans Momente de Stockhausen), le University New Music Ensemble ainsi que le University Orchestra qu'il dirigea dans Le sacre du printemps de Stravinsky et dans Vixen de Hoyland. Durant plusieurs années, il a été membre du conseil du Sonic Arts Network (SAN) dont il assuma la présidence de 1993 à 1996. Il siégea également au conseil d'administration et au bureau de la Society for the Promotion of New Music et a été membre du comité consultatif de la musique du The Arts Council of Great Britain.
Comme compositeur, Jonty Harrison s'est vu décerner divers prix et distinctions dans le cadre du Concours international de musique électroacoustique de Bourges, dont un Euphonie d'or pour Klang en 1992 qu'on a alors qualifié de «l'une des œuvres les plus marquantes» de l'histoire de la compétition de Bourges. Jonty Harrison a en outre obtenu deux distinctions et deux mentions dans le cadre du Prix Ars Electronica (Linz, Autriche), un premier prix au concours Musica Nova de Prague, le Lloyds Bank National Composer's Award, le PRS Prize for Electroacoustic Composition ainsi qu'une bourse de composition du Arts Council of Great Britain et des bourses de recherche du Leverhulme Trust et du Arts and Humanities Research Board.
Plusieurs interprètes de premier plan et divers studios lui ont commandé des œuvres. On note d'abord deux commandes du Groupe de recherches musicales (Ina-GRM, Paris) et deux autres de l'Institut international de musique électroacoustique de Bourges (IMEB - autrefois connu sous le nom de Groupe de musique expérimentale de Bourges). À cela s'ajoutent des commandes de la International Computer Music Association (ICMA), de Mafilm/Magyar Rádió (Budapest), de l'IRCAM/Ensemble intercontemporain (Paris), de la BBC, du Conseil de ville de Birmingham, du Groupe de musique contemporaine de Birmingham (en), du Fine Arts Brass Ensemble, du Nash Ensemble, de Singcircle, de John Harle, de Beverly Davison, de Harry Sparnaay et de Jos Zwaanenburg. Malgré le fait qu'en 1992 il ait renoncé à la composition instrumentale, il crée Abstracts, une œuvre pour bande huit pistes et grand orchestre, et, en 1998, une œuvre destinée à la danse.
La musique de Jonty Harrison est jouée et diffusée à travers le monde. Des enregistrements de certaines de ses œuvres sont disponibles sous les étiquettes empreintes DIGITALes, SAN/NMC, Cultures électroniques/Mnémosyne Musique Média et CDCM/Centaur.

## Discographie
- 2016 : Voyages[1] chez Empreintes DIGITALes
- 2007 : Environs[2]
- Etc avec Horacio Vaggione, Trevor Wishart (EMF, EMF 053, 2004)
- Évidence matérielle[3] (empreintes DIGITALes, IMED 0052, 2000)
- Articles indéfinis[4] (empreintes DIGITALes, IMED 9627, 1996)

## Liste d'œuvres
- Aria (1988)
- EQ (1980), saxophone soprano et bande
- et ainsi de suite (1992)
- Hot Air (1995)
- Klang (1982)
- Pair / Impair (1978)
- Rock 'n' Roll (2004)
- Sorties (1995)
- Splintering (1997)
- Streams (1999)
- Surface Tension (1996)
- Unsound Objects (1995)